# L'Odyssée de l'espèce (roman)
Pour les articles homonymes, voir L'Odyssée de l'espèce.
L'Odyssée de l'espèce est un roman de science-fiction de Roland C. Wagner publié en 1998. Il fait partie de la série Les Futurs Mystères de Paris dont il constitue le troisième volet.

## Place dans le cycle
Les Futurs Mystères de Paris débutent en 2063, un demi-siècle après la Grande Terreur primitive, un cataclysme mystérieux qui a vu se mêler la réalité que nous connaissons et la psychosphère, matérialisation de l'inconscient collectif de l'espèce humaine dans un continuum orthogonal au nôtre. La violence y a quasiment disparu. 
Chaque roman du cycle est indépendant et relate une enquête d'un détective privé « transparent » répondant au nom de Temple Sacré de l'Aube Radieuse ; ce détective n'est pas à proprement parler invisible, mais nul ne fait attention à lui, même les systèmes informatiques l'oublient.
L'Odyssée de l'espèce est le troisième volet du cycle. C'est dans ce roman que le concept de psychosphère est véritablement formulé de manière théorique : la compréhension  de sa nature devient un enjeu essentiel quand tous les spécialistes de la question sont assassinés l'un après l'autre.

## Le dernier roman duFleuve Noir Anticipation
Ce volume clôt la collection Fleuve Noir Anticipation en décrochant le  numéro 2001, grâce au jeu de mots dans le titre de L'odyssée de l'espèce,, un clin d'œil au film 2001, l'Odyssée de l'espace de Stanley Kubrick.

## Synopsis
Un grand scientifique spécialiste de la psychosphère, Michel Viard, vient d'être assassiné dans son bureau du Centre européen de recherches scientifiques en dépit des multiples systèmes de sécurité censés protéger les locaux. Surpris sur les lieux par la police, le détective privé Temple sacré de l'aube radieuse, surnommé Tem, est accusé du meurtre. Un redoutable enquêteur : Marcellin Trovallec, surnommé le Dénébien, est convaincu de sa culpabilité. Tem devra donc mener sa propre enquête afin de se disculper ; pour cela il doit comprendre le lien entre la réalité et la psychosphère et affronter un des très anciens Archétypes de celle-ci.
Pour le vaincre il devra, avec l'aide de l'aya Gloria, se replonger dans « l'odyssée de notre espèce. Naissant au bord d'un lac en Afrique orientale, puis se répandant et se diversifiant à travers toute la planète... Échanges de gènes et de vocables, influences mystiques, enrichissement culturel... Mais aussi guerres, massacres, spoliation, esclavage, déplacements de population... Ainsi que les souffrances qui les accompagnaient... Tout cela s'était inscrit dans la Psychosphère. Tout cela - et bien d'autres choses encore. Tout ce qui faisait l'Homme ».

## Prix littéraires
Le roman L'Odyssée de l'espèce a reçu les prix suivants au titre de l'année 1998 :
- le prix Ozone ;
- le prix Rosny aîné.

La série Les Futurs Mystères de Paris a par ailleurs été récompensée du Grand prix de l'Imaginaire en 1999.

## Éditions
- L'Odyssée de l'espèce, Roland C. Wagner, Éditions Fleuve Noir, collection Anticipation no 2001, 360 pages, novembre 1998,  (ISBN 2-265-06741-5).